# Історія Молдови

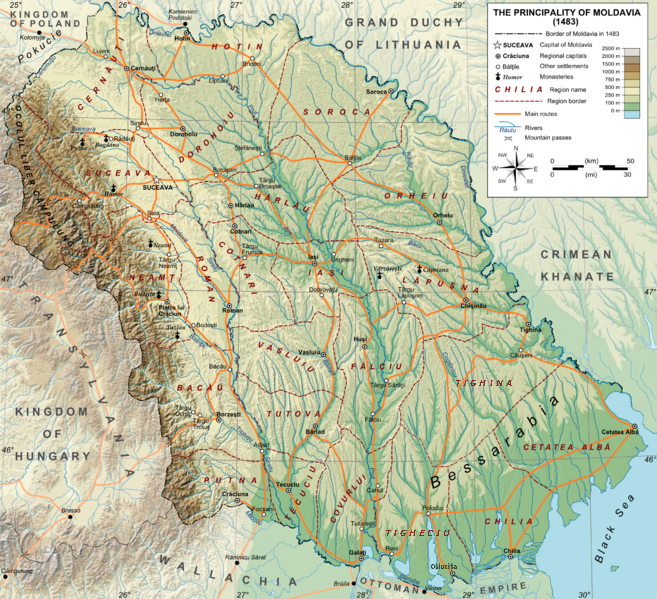
Молдовське князівство у 1483 році

У давнину на території Молдови жили даки, які потім були завойовані римлянами. Територія сильно потерпала через вторгнення готів, гунів, гепідів, аварів, слов'ян, татар, що мали місце в історії Молдови IV — XII століть. У 1359 році, який встановлений Молдовії під протекторатом чи політичного впливу Угорського королівства, Королівства Польського та Османської імперії. У 1775 році Османська імперія передає північно-західні землі Молдови (пізніше названі Буковиною), імперії Габсбургів, а в 1812 році, після російсько-турецької війни 1806—1812 років, східні території межиріччя Прут — Дністер, переходять Російській імперії, формуючи дев'ять провінцій з назвою Бессарабія. У 1859 році князівство Молдова об'єднується з іншими румунськими землями в єдину державу під назвою Румунія. Бессарабія об'єднується з батьківщиною в 1918 році, але 1940 році була захоплена Радянським Союзом, щоб утворити разом з МАСРР, Молдовську Радянську Соціалістичну Республіку. Республіка оголосила про свою незалежність 27 серпня 1991 року з назвою Республіка Молдова.

## Давні часи

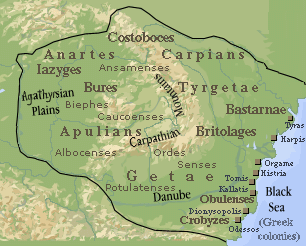
Приблизні кордони держави Дакія (82 р.) до війни з Римом

До складу дакської держави, створеної і очолюваної Буребістою (70-44 рр. до н. е.), входили також пращури молдован — гето-даки. Король Децебал (87-106 рр.) реформував державу гето-даків. Незважаючи на героїчний опір римським легіонам (105—106 рр.), гето-даки зазнали поразки. Децебал покінчив з собою, а південь історичної Молдови був включений до складу римської провінції Дакія.
За наказом імператора Авреліана у 271 р. римські війська та адміністрація залишили Дакію; за ними пішла частина місцевого населення. Звичайно ж, ці землі не обезлюділи: значна кількість древніх поселень і могильників, виявлених у місцевостях, залишених римлянами, свідчить про те, що життя тут продовжувалося і після їх відходу. У IV ст. на території Дакії були культові об'єкти і пам'ятки, що підтверджують поширення християнства латинського обряду серед дако-римського населення.
Археологічні розкопки свідчать про існування у IV—VI стст. розвинутої культури (культура Ботошань-Удешть), яка була складовою частиною могутньої римсько-візантійської культури. Їх змінили слов'яни. Осідаючи на землях між Дністром і Карпатами, слов'яни зустріли тут залишки колишнього населення і асимілювали його. Це підтверджує кераміка черняхівського типу, що зустрічається на території ранньослов'янських поселень.

## Середньовіччя

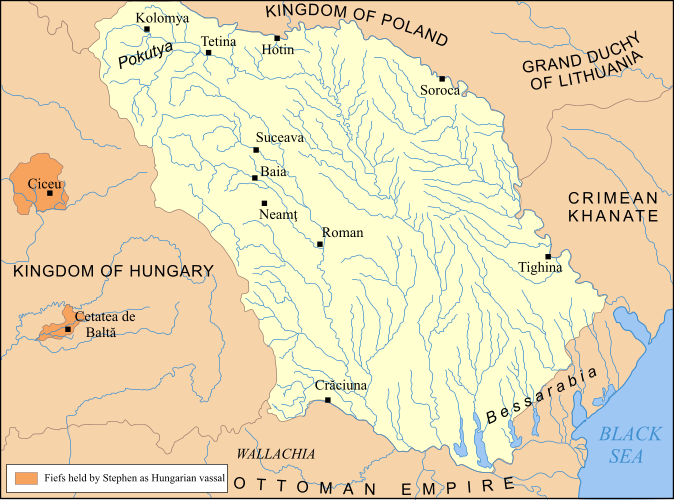
Молдова біля 1500

Слов'яни належали до двох великих племінних союзів — антського і склавинського. Зазнаючи частих набігів кочовиків, змушені були платити їм данину продуктами сільського господарства і виробами ремесла. Немає жодного доказу того, що місцеве населення масово винищувалося або виганялося з цих країв. Навпаки, у Х-ХІ ст. зафіксоване значне зростання населення на території Молдови. Уздовж Дністра мешкали «вигонці» — слов'яни, що втікали від гніту бояр з володінь галицьких і київських князів. У XI—XIII ст. у пониззі Дунаю існувала державне утворення Берладська земля, з центром в місті Берлад (сучасний Бирлад у Румунії).
У XII ст. згадується про існування молдовського політичного формування, названого «Цара брондічилор».
Торговельний шлях по р. Сирет, який з'єднує північ Європи з гирлом Дунаю, відігравав важливу роль в економічному і політичному розвитку краю. Серед адміністративно розвинутих населених пунктів у 1300 р. згадується Бая («civitas Moldavias»).
В історичних документах XIV ст. згадуються державні формування у Північній Молдові — «республіка» Кимпулунг і «воєводство» Шепеніц, розташоване між Прутом і Дністром, що включає могутню фортецю Хотин.
У 1352—1353 рр. трансильванська армія під командуванням воєводи Драгоша вигнала кочовиків-татар з території на сході від Карпат. Драгоша, васал угорського короля, стає королем (господарем) Молдови.
У 1359 р. інший воєвода з Марамуреша, Богдан, вступає на чолі своєї армії у Молдову і з допомогою місцевих молдован розриває відносини сюзеренітету з Угорським королівством, ставши таким чином першим господарем незалежної Молдови.
Роман I Мушат (1392—1394) відсуває кордони на півдні до гирла Дунаю і Чорного моря; південна частина території між Лозиною і Дністром, названа Бессарабією за ім'ям першого її власника — представника династії Басарабів з Валахії, разом з фортецями Килія і Четатя Албе входить у природні кордони історичної Молдови. Сам Роман І гордо називав себе великим господарем, єдиним владикою Землі Молдови від гір до моря.
Таким чином, історична Молдова охоплювала територію між Східними Карпатами, лісистими Карпатами, Дністром, Чорним морем і Дунаєм. Те, що Молдова знаходилася на перетині інтересів Австрії, Росії і Туреччини, які змагалися за першість у Південно-Східній Європі, значною мірою пояснює подальші територіальні захоплення великих імперських держав.
У грамоті господарів Іллі I та Штефана II від 17 липня 1436 року вперше згадується Кишинів — нинішня столиця Молдови.

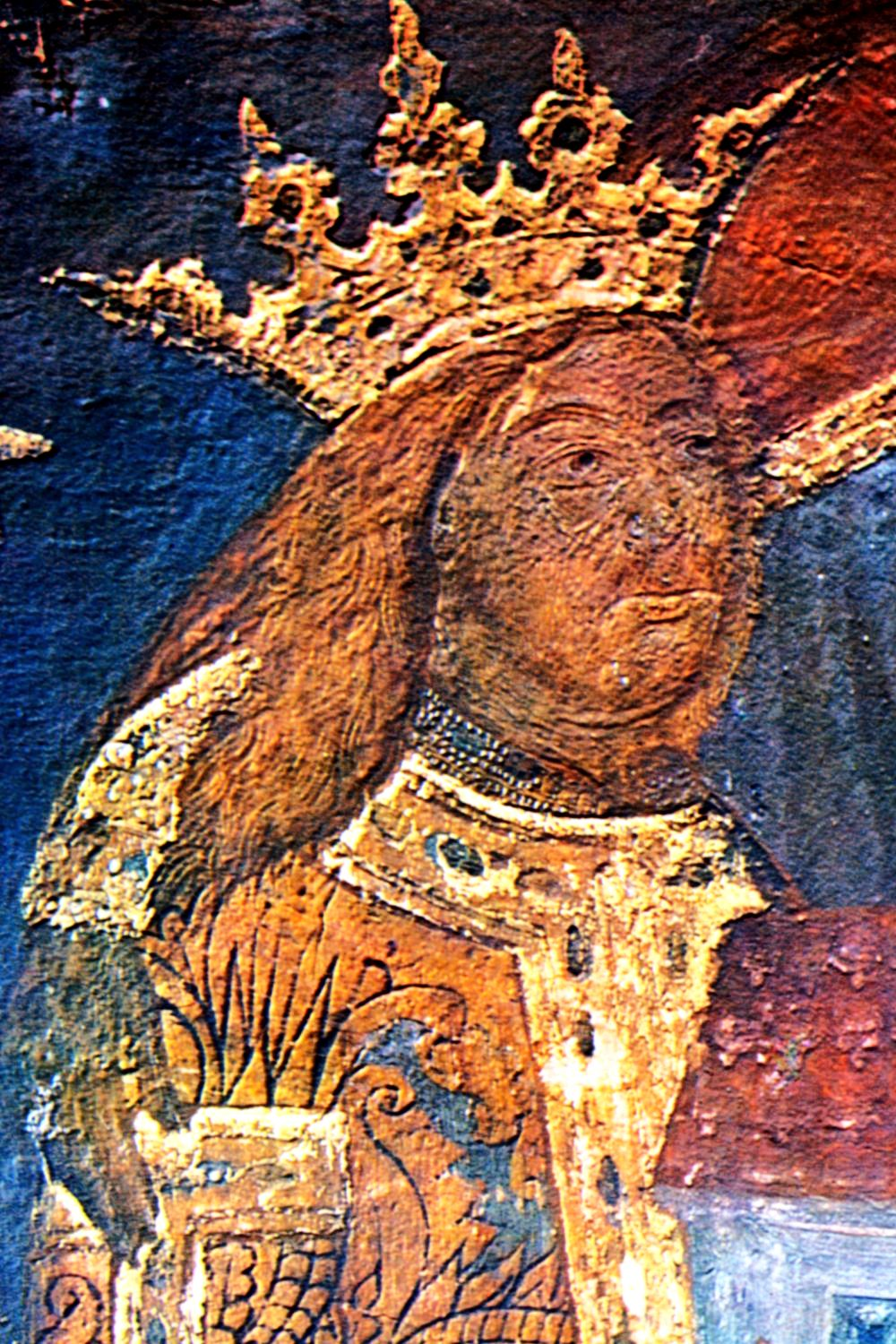
Штефан III Великий

Незважаючи на перемоги, здобуті над турецькими і татарськими, угорськими і польськими полчищами, що нападали одне за одним на Молдову, Штефан III Великий (Штефан чел Маре), національний герой Молдови, змушений був зрештою поступитися султану Баязіду II влітку 1484 р. південною частиною Молдови — Бессарабією — разом з Килією і Білгородом.
У 1513 р., через кілька років після смерті Штефана III, Молдова змушена прийняти режим оттоманського сюзеренітету. Цей режим був закріплений серією двосторонніх договорів, що передбачали взаємні зобов'язання і якими Молдова визнавалася не завойованою силою зброї, а такою, яка «підкорилася» туркам. Так, замість того, щоб виплачувати султану данину, Молдова мала право жити за власними законами, проводити власну зовнішню політику, обирати власного господаря, використовувати молдовську мову в школі і церкві, а Оттоманська імперія зобов'язувалася захищати цілісність Молдови.
З цього моменту і до 1711 р. (останнє антиосманське повстання Кантемира) господарі Молдови, проте, як і Валахії, намагаються звільнитися від сюзеренітету Порти і повернути незалежність як військовим, так і дипломатичним шляхом.
У травні 1600 р. господар Волощини (Мунтенії) Михайло Хоробрий (Міхай Вітязул) також на короткий час стає господарем Молдови, об'єднавши таким чином три князівства: Волощину, Трансильванію і Молдову.
У договорі, підписаному в Москві 7 травня 1654 р. господарем Молдови Георге Штефаном і великим князем московським Олексієм Михайловичем, Росія зобов'язувалася «шанувати честь і порядки Молдови… тобто жодним чином не втручатися у політику й управління», відвоювати фортеці Білгород, Тігина і Килію разом з регіоном Буджака, які були захоплені і безпосередньо управлялися Високою Портою, і «повернути їх Молдовському князівству назавжди».

## Новий час
Османська імперія, не дотримуючись своїх зобов'язань перед Молдовою, з початку XVIII ст. і до 1812 р. призначає господарями іноземців і сприяє її територіальному роздробленню. Так, внаслідок російсько-турецької війни 1768—1774рр. Османська імперія допускає перше роздроблення Молдови.
Використовуючи значні грошові суми і фальсифіковані карти, Австрія укладає з турками 7 травня 1775 р. угоду, за якою займає північ Молдови з древньою столицею Сучава і Путнянським монастирем, де знаходиться гробниця Штефана чел Маре. Порослу буковими лісами нову колонію австрійці назвали Буковиною. В подальшому ця територія ввійшла до Коронного краю Галіції і Лодомерії, оскільки переважна більшість населення становили українці. Господар Ґрігоре Ґіка люто протестував проти цього територіального пограбунку і тому двома роками пізніше був убитий посланцями султана.

## XIX сторіччя

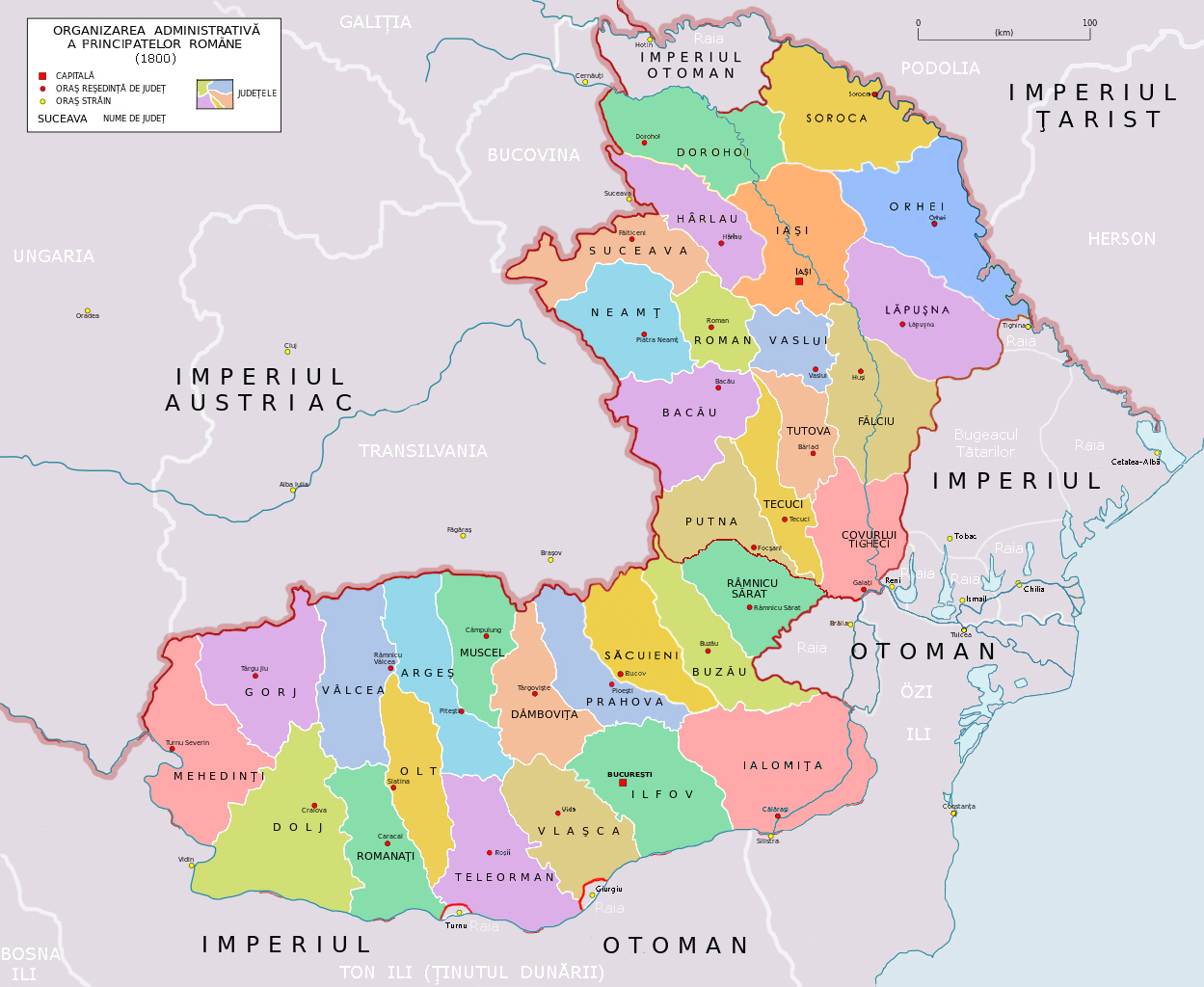
Волощина в Молдова в 1800 році

Російсько-турецька війна (1806—1812) закінчилася Бухарестським миром. Прагнучи встановити панування над Босфором і Дарданелли, посланці царя вимагають у Османської імперії Молдову і Валахію, вже зайняту російськими арміями. Росія, стурбована просуванням великої армії Наполеона до її кордонів, змушена стримати свої домагання. Отже, у 1812 р. Російська імперія займає половину Молдови — територію між Лозиною, Дністром і Дунаєм (Килійським гирлом) і північно-східну частину Буковини, названу «Бессарабією». Поширення назви «Бессарабія» на всю частину Молдови між Лозиною і Дністром (близько 44 500 кв. км) мало причини політичного характеру. Відповідно до однієї з умов Тільзітського договору (липень 1807 р.), укладеного між Наполеоном і Олександром I, Росія зобов'язувалася вивести війська з Молдови і Валахії. Під час переговорів у Парижі російський посланець стверджував, що у договорі нічого не говориться про Бессарабію, і наполягав на тому, щоб вона залишилася за Росією, тлумачачи поняття Бессарабії ширше — не тільки Буджак, а вся територія між Дністром і Лозиною.
Після приєднання Бессарабії до Російської імперії російський уряд почав поступово почав проводити політику зросійщення місцевого румунського населення та створення окремої молдавської ідентичності на противагу румунському національному відродженню, яке ставило собі за мету об'єднання всіх румунських земель в одній державі.

## XX сторіччя

Прапор Молдовської Демократичної Республіки

Молдова в СРСР

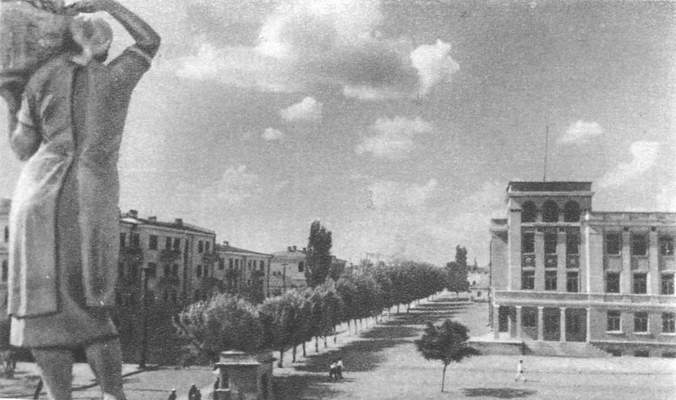
Тирасполь, 1941

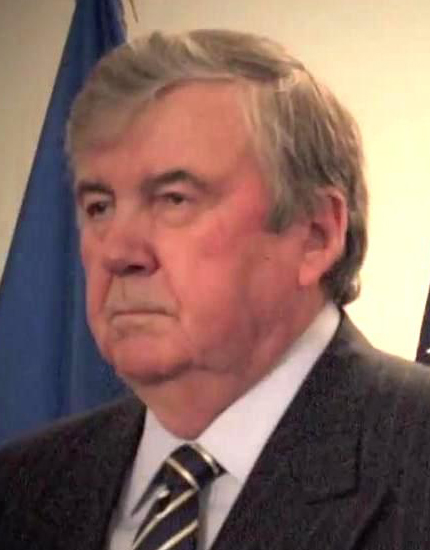
Мірча Снєгур

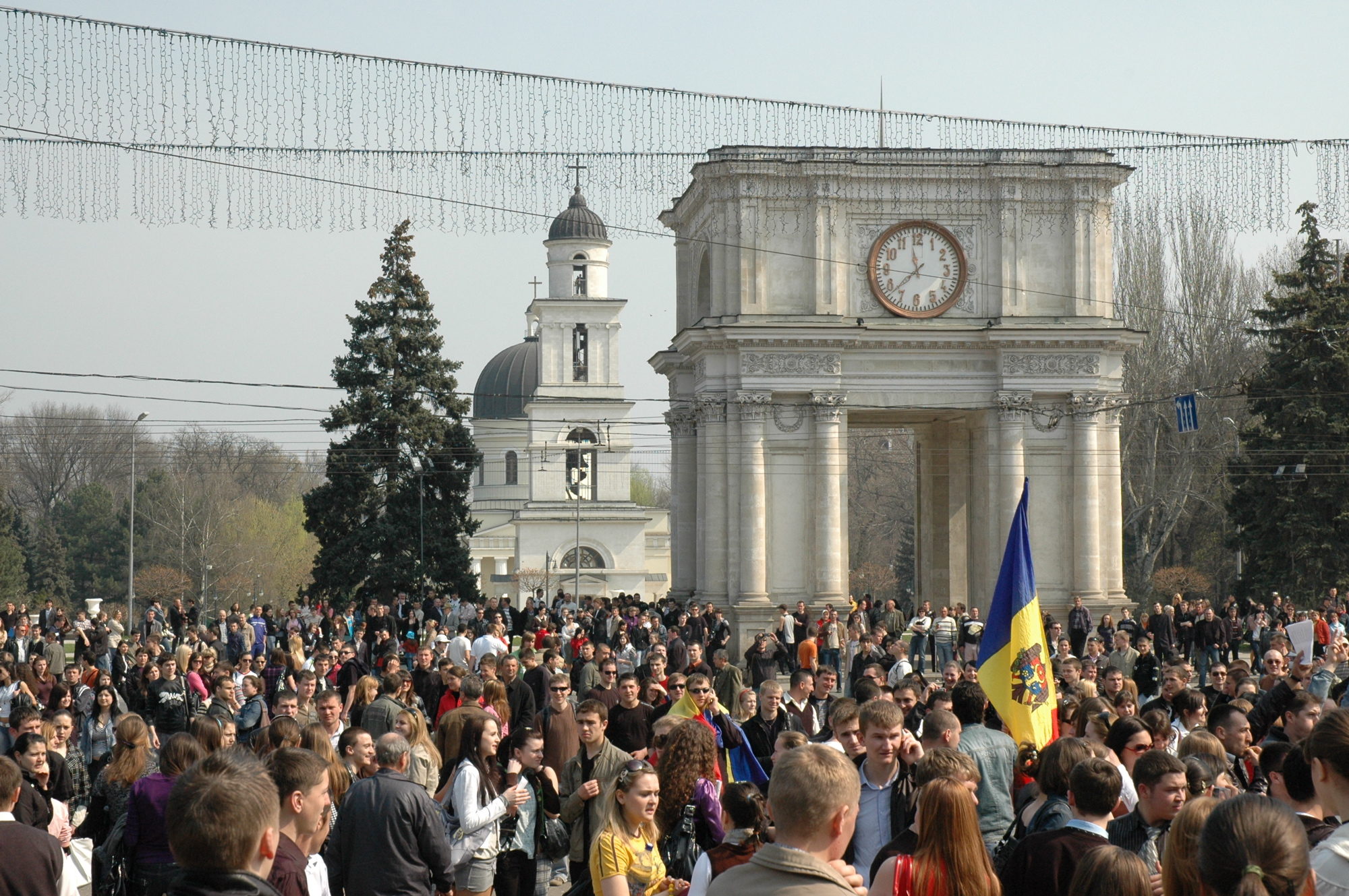
Заворушення в Молдові (2009)

Внаслідок російської революції 1917 р. і розвитку процесу розпаду Російської імперії бессарабським молдованам довелося відстоювати право на самовизначення.
2 грудня 1917 р. Сфатул Церій (представницький орган Бессарабії) проголошує Бессарабію Молдовською Демократичною Республікою, зберігаючи зв'язки, проте тільки номінальні, з урядом у Петрограді.
24 січня 1918 р. проголошено незалежність Молдовської Демократичної Республіки, у листопаді того ж року відбулося об'єднання з Румунією.
23 серпня 1939 р. у Москві підписано Пакт Ріббентропа-Молотова, секретний додатковий протокол якого передбачав територіальні захоплення нацистською Німеччиною і Радянським Союзом у центрі і на сході Європи.
2 серпня 1940 р. утворилася Молдовська Радянська Соціалістична Республіка.
31 серпня 1989 р. Верховна Рада (парламент) Молдовської РСР ухвалила закони «Про статус державної мови Молдовської РСР» і «Про повернення молдовській мові латинської графіки».
27 квітня 1990 р. Верховна Рада Молдовської РСР ухвалила закон про державний прапор — синьо-жовто-червоний триколор.
23 червня 1990 р. Верховна Рада ухвалила Декларацію про суверенітет РСР Молдова.
3 вересня 1990 р. Верховна Рада Молдови заснувала посаду президента країни. Верховна Рада Молдови обирає як державний герб древній символ молдован — голову тура.
27 серпня 1991 р. Верховна Рада РСР Молдова ухвалила Декларацію Незалежності.
8 грудня 1991 р. Верховна Рада обрала Президента Республіки Молдова. Першим Президентом новоствореної держави став Мірча Снєгур.
21 грудня 1991 р. Молдова вступила до Співдружності Незалежних Держав (СНД). 3 січня 1992 р. Молдова вступила в Організацію з безпеки і співробітництва в Європі (ОБСЄ). 2 березня 1992 р. Республіка Молдова була прийнята в Організацію Об'єднаних Націй (ООН).
27 лютого 1994 р. відбулися парламентські вибори, за результатами яких до парламенту Республіки Молдова увійшли такі політичні партії і формування:
- Аграрно-демократична партія — 56 мандатів (43,18 % голосів);
- Блок «Єдність» — 28 мандатів (22 % голосів);
- Блок селян та інтелігенція — 11 мандатів (9,21 % голосів);
- Християнсько-Демократичний народний фронт — 9 мандатів (7,53 % голосів).

6 березня 1994 р. проведено референдум про суверенітет. Більш як 90 % громадян, які брали участь у референдумі, висловилися за єдність, незалежність і суверенітет Республіки Молдова як держави.
29 липня 1994 р. парламент країни ухвалив Конституцію Республіки Молдова.
5 березня 1995 р. проведено референдум у Гагауз-Ері.
16 квітня 1995 р. відбулися перші вибори до місцевих органів влади на багатопартійній основі.
13 липня 1995 р. Республіка Молдова прийнята до Ради Європи.
1 грудня 1996 р. відбулися президентські вибори за участі 9-ти кандидатів на найвищу посаду. У першому турі найбільшу кількість голосів була віддано діючому на той момент Президенту Мірче Снєгуру (603,652 тис. або 38,75 %) і спікеру парламенту Молдови Петру Лучинськи (430,836 тис. або 27,66 %). 10,23 % голосів було віддано лідеру ПК РМ Володимиру Вороніну. Другий тур визначив переможця — другим Президентом республіки став Петро Кирилович Лучинськи (54,02 % у другому турі).
5 липня 2000 р. внесено зміни у Конституцію країни, у Молдові введено парламентську форму правління.
25 лютого 2001 р. відбулися парламентські вибори, переконливу перемогу на яких здобула Партія комуністів Республіки Молдова на чолі з Володимиром Вороніним.
За результатами виборів до парламенту Республіки Молдова увійшли такі політичні партії і формування:
- Фракція Партії комуністів Республіки Молдова — 71 депутат,
- Фракція виборчого блоку «Альянс Брагіша» — 19 депутатів,
- Фракція Християнсько-Демократичної Народної Партії — 11 депутатів.

4 квітня 2001 р. відповідно до положень, закріплених у Конституції Молдови, депутати нового парламенту закритим голосуванням обрали президента країни. Напередодні десятиріччя незалежності республіки третім Президентом Молдови став Володимир Воронін.